# Cel mai bun Ed
Cel mai bun Ed (engleză Best Ed) este un serial de animație american-canadian creat de Rick Marshall. A avut premiera pe 3 octombrie 2008 pe Teletoon în Canada. Serialul urmărește aventurile unui câine de ajutor și entuziastic numit Ed și prietenul său, veverița Doug, a cărui nume vine de la faptul că Ed îi spune „cel mai bun prieten”. Ei trăiesc în orașul fictiv numit orașul Simpatic (en. Swellville). Cel mai bun Ed este produs de 9 Story Entertainment și animat folosind Adobe Flash.

## Despre serial
Serialul urmărește două animăluțe, Ed și Buddy, un câine și respectiv o veveriță, care trăiesc în orașul Simpatic. Aventurile lor cauzează deobicei faptul de a interacționa cu alte personaje. Dar de fiecare dată Ed încearcă să fie de ajutor și fericit tot timpul.

## Personaje
- Ed - Ed este mereu de ajutor și entuziastic, dar mai degrabă cam prostuț. Are o mulțime de sintagme, printre care faimoasele sale 'Yee!' și 'Sunt aici să te ajut!' (en. I'm here to help!), și la fel și 'Sacagawea!', 'Krakatoa!' și 'Ei nu e asta curios?' (en. Well isn't that curious?). Are o voce impedimentă care îl face să pronunțe 'sh' în loc de 's'. El are 'sandale ale fericirii' și este un telespectator fidel al Cârtițelor cu pojar (en. The Mighty Measel Moles), ceea ce Buddy urăște. Are numeroase abilități. Cel mai mult se concentrează pe buricul său. Este plăcut de toată lumea din cartier, dar îl consideră pe Buddy cel mai bun prieten.
- Buddy (AKA Doug) - Buddy este o veveriță portocalie masculină mai ridicată la minte și mai inteligentă ca Ed. Suferă incredibil din cauza anticilor lui Ed, și sfârșește fericit doar în două episoade. El încă se consideră cel mai bun prieten al lui Ed. Îi plac nucile, și are un laborator întreg de nuci, ghinde și alune în subsol. Are și o mașină cu o ghindă uriașă deasupra. A fost parte a unui club dedicat jocului de rol Bătălie amicilor cu mult timp în urmă. Sintagmele sale sunt „Nu, te rog, nu!” (en. No, please, no!) și „De fapt mă cheamă Doug” (en. It's Doug, actually).
- Domnul Setilă (en. Mr. Thursty) - Domnul Setilă este un câine maroniu paranoid și agresiv cu accent african-american. Prietenul său este Eugene și este foarte gelos pe Buddy.
- Domnișoara Cuchi (en. Miss Fluffé) - Domnișoara Cuchi este un hamster galben care se aseamănă cu ghicitorul stereotipical, deși acest lucru nu este mereu o trăsătură serioasă. Ea îl iubește foarte mult pe Ed.
- Gemenele pisicuță (Betsy și Buster, en. The Kitten Twins) - Betsy și Buster sunt două pisicuțe roz care par a fi drăguțe și inocente, dar sunt de toată răutatea. Sunt foarte bogate, din cauza marilor lor meserii de joacă ca testatori de mănuși. Ele sunt bune prietene cu Ed.
- Dr. Măcănilă (en. Dr. Quacken) - un rățoi verde și înalt care poarte ochelari și un halat alb. Este doctorul de familie al lui Ed și Buddy. Ori de câte ori îi dă lui Buddy factura folosește „umor de rață”. Îi place să joace golf și nu știe ce crosă să folosească pentru a noua gaură.
- Țestoasa Eugene (en. Eugene Tuttle) - Eugene este o țestoasă mică de statură și prietenul domnului Setilă. Trăiește într-o casă în formă de carapace înconjurată de un șanț. Este singurul non-mamifer din cartier. Apare rar în comparație cu ceilalți vecini și este timid și nervos.
- Heiny - un câine albastru ce poartă un kilt și are accent scoțian. Este un agent de circulație.
- Albilă, Negrilă și Roșu (en. Whithey, Blakie and Red) - Trei veverițe care au învățat la același colegiu cu Buddy. Grupul împreună cu Buddy sunt gazda jocului anual Bătălie amicilor.

## Episoade
| Premiera în România | Nr | Titlu român                                | Titlu englez                   |
| ------------------- | -- | ------------------------------------------ | ------------------------------ |
|                     |    |                                            |                                |
| PRIMUL SEZON        |    |                                            |                                |
|                     |    |                                            |                                |
| 05.10.2009          | 01 | Ed cel norocos                             | Rub My Ed For Luck             |
| 05.10.2009          | 01 | Cea mai bună edichetă                      | Best Ediquette                 |
|                     |    |                                            |                                |
| 06.10.2009          | 02 | Câini de trecere                           | Crossing Dogs                  |
| 06.10.2009          | 02 | Țipete după autobuz                        | Squeals On The Bus             |
|                     |    |                                            |                                |
| 07.10.2009          | 03 | Pantaloni deștepți                         | Smarti Pants                   |
| 07.10.2009          | 03 | Șoseta pe front                            | Sock It To Him                 |
|                     |    |                                            |                                |
| 08.10.2009          | 04 |                                            | Driver’s Ed                    |
| 08.10.2009          | 04 | Go Cart Go                                 |                                |
|                     |    |                                            |                                |
| 09.10.2009          | 05 | Coșmar pe strada dulce                     | Nightmare On Sweet Street      |
| 09.10.2009          | 05 | Pisicuțe înspăimântătoare                  | Cat Fright                     |
|                     |    |                                            |                                |
| 06.11.2009          | 06 | Cazare și mic dejun ala Ed                 | Ed And Breakfast               |
| 06.11.2009          | 06 | Dinte și consecințe                        | Tooth Of Consequences          |
|                     |    |                                            |                                |
| 09.11.2009          | 07 | Pierduți                                   | Lost In Place                  |
| 09.11.2009          | 07 | Pe cuvânt de dezonuare                     | Scouts Dishonour               |
|                     |    |                                            |                                |
| 12.10.2009          | 08 | Mâncare chinezească                        | Chinese Please                 |
| 12.10.2009          | 08 | Sandalele nefericite                       | The Unhappy Sandals            |
|                     |    |                                            |                                |
| 13.10.2009          | 09 | Perfect-O                                  | Perfect-O                      |
| 13.10.2009          | 09 | Hoțul somnambul                            | Sleep Wrecker                  |
|                     |    |                                            |                                |
| 14.10.2009          | 10 | Noaptea de dinaintea Șotronului            | The Night Before Hoppenscotch  |
| 14.10.2009          | 10 | Trupa montană                              | Yeederhosers                   |
|                     |    |                                            |                                |
| 15.10.2009          | 11 | Domnițele                                  | My Fair Laddies                |
| 15.10.2009          | 11 | Arest la pat cu Ed                         | Confined To Ed                 |
|                     |    |                                            |                                |
| 16.10.2009          | 12 | Zerouri locale                             | Local Zeroes                   |
| 16.10.2009          | 12 | Prizonieri externi                         | Outside Inmates                |
|                     |    |                                            |                                |
| 17.11.2009          | 13 | A Yee sau a nu Yee                         | To Yee Or Not To Yee           |
| 17.11.2009          | 13 | Rolul cârtiței cu pojar                    | The Mighty Measle Role         |
|                     |    |                                            |                                |
| 18.11.2009          | 14 | Urmăriți liderul                           | Follow The Yeeder              |
| 18.11.2009          | 14 | Zboară cu mine                             | Come Fly With Yee              |
|                     |    |                                            |                                |
| 19.10.2009          | 15 | Lăbuțe pentru alarmă                       | Paws For Alarm                 |
| 19.10.2009          | 15 | Trimiteți clownii                          | Send In The Klownmans          |
|                     |    |                                            |                                |
| 20.10.2009          | 16 | Cameleon Ed                                | Chamele-Ed                     |
| 20.10.2009          | 16 | Tabăra prieteniei                          | Camp Camaraderie               |
|                     |    |                                            |                                |
| 21.10.2009          | 17 | Veverița a luat-o razna                    | Squirrels Gone Wild            |
| 21.10.2009          | 17 | Ed chelnerul                               | Ed Waiter                      |
|                     |    |                                            |                                |
| 22.10.2009          | 18 | Misiunea mănușilor pierdute                | Missing Mittens Mission        |
| 22.10.2009          | 18 | Vorbărețul Ed                              | Talking Ed                     |
|                     |    |                                            |                                |
| 23.10.2009          | 19 | Ed găsește ce a pierdut                    | Lost Ed Found                  |
| 23.10.2009          | 19 | Pedalăm pentru ghinde                      | Peddle Me Nuts                 |
|                     |    |                                            |                                |
| 26.11.2009          | 20 |                                            | Aye Robots                     |
| 26.11.2009          | 20 | Unde niciun prieten nu a mai fost vreodată | Where No Buddy Has Gone Before |
|                     |    |                                            |                                |
| 17.11.2009          | 21 | Mirosuri neobișnuite                       | Uncommon Scents                |
| 17.11.2009          | 21 | Să ai varicelă acum                        | A Pox On Thee Now              |
|                     |    |                                            |                                |
| 26.10.2009          | 22 | Buddy nu e erou                            | No Buddy’s Hero                |
| 26.10.2009          | 22 | Armată dintr-o persoană                    | An Arm-Yee Of One              |
|                     |    |                                            |                                |
| 27.10.2009          | 23 | Lătratul lung al legii                     | Long Bark Of The Law           |
| 27.10.2009          | 23 | Pierdere de memorie                        | Memor-Yee Loss                 |
|                     |    |                                            |                                |
| 26.10.2009          | 24 | Ed e de vânzare                            | Ed For Sale                    |
| 26.10.2009          | 24 | În corzi                                   | Rope-A-Dopes                   |
|                     |    |                                            |                                |
| 29.10.2009          | 25 | Se caută ajutor                            | Help Want-Ed                   |
| 29.10.2009          | 25 | Prietenii care țipă                        | Screaming Yee-Bees             |
|                     |    |                                            |                                |
| 30.10.2009          | 26 | Ghinda regelui Tut-Tut                     | King Tut Tut’s Nut             |
| 30.10.2009          | 26 | Sportivul elegant                          | Gym-Dandy                      |
|                     |    |                                            |                                |

## Legături externe
- Cel mai bun Ed la Internet Movie Database
- Cel mai bun Ed la Big Cartoon DataBase